# 우주배경 탐사선
우주배경 탐사선(宇宙背景探査船, 영어: Cosmic Background Explorer, 약자 COBE 코비[*])은 1989년 11월 18일 우주 마이크로파 배경의 관측을 위해 쏘아 올린 위성이다. 이 위성을 통해 2.73K의 우주 마이크로파 배경을 관측했다. 또 우주 마이크로파 배경의 미세한 온도 차이를 발견했다. 코비 연구팀은 우주 마이크로파 배경의 비등방성과 흑체 형태를 발견한 공로로 2006년 노벨 물리학상을 수상했다.

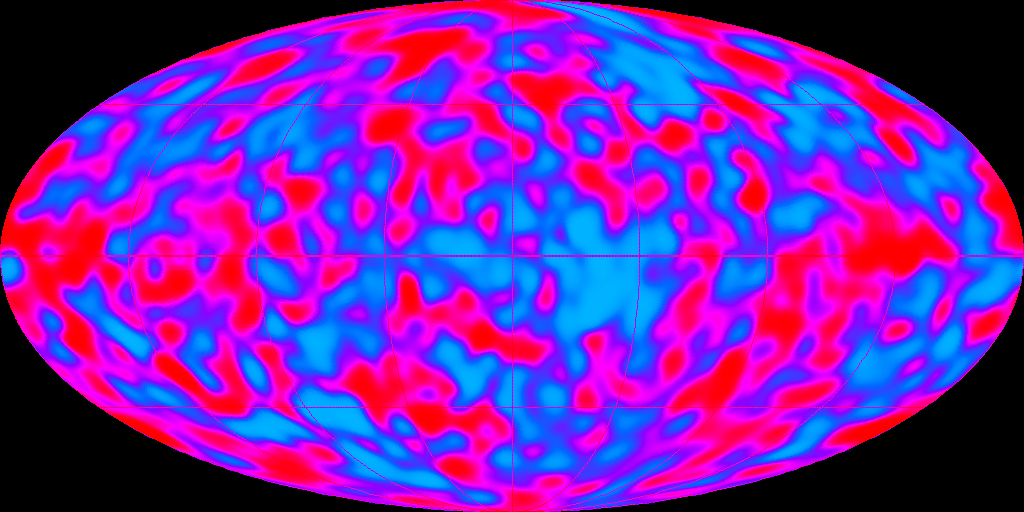
COBE 위성이 촬영한 우주 마이크로파 배경의 비등방성을 보여주는 사진

## 참고 문헌
- Mather, John C.; Gary F. Hinshaw (2008). “Cosmic background explorer”. 《Scholarpedia》 (영어) 3 (3): 4732. doi:10.4249/scholarpedia.4732.